# Айснер, Брек
Майкл «Брек» А́йснер (англ. Michael «Breck» Eisner; р. 24 декабря 1970) — американский режиссёр кино и телевидения.

## Биография
Родился в семье Джейн Брекенридж, советницы по предпринимательству и программиста, и Майкла Айснера, бывшего исполнительного директора компании Walt Disney. При рождении получил имя Майкл Айснер. Учился в Гарвардской средней школе (ныне, Гарвард-Уэстлейк), Университете Джорджтауна, а также в Университете киношколы Южной Калифорнии. Дабы избежать путаницы со своим известным отцом взял себе в качестве имени псевдоним Брек.
В 2005 году Брек Айснер снял фильм «Сахара» с Мэттью Макконахи, Пенелопой Крус и Уильямом Мэйси в главных ролях. На данный момент этот фильм считается одним из самых крупных финансовых провалов в истории Голливуда.

## Фильмография
- 1996 — Recon — студенческая работа
- 2000 — Человек-невидимка (англ. The Invisible Man), пилотная серия для телеканала Sci Fi Channel (ныне Syfy)
- 2002 — Похищенные, эпизод Jacob and Jesse
- 2003 — Преступные мысли
- 2005 — Сахара
- 2005 — И грянул гром
- 2006 — Beyond — пилотная серия для телеканала Fox
- 2008 — Страх как он есть — сериал для телеканала NBC, серия The Sacrifice
- 2010 — Безумцы
- 2015 — Последний охотник на ведьм
- 2017 — Отважные, серия It’s All Personal
- 2017—2021 — Пространство, 12 серий.